# Звіринецьке укріплення
Звіри́нецьке укрі́плення (Звіринецька фортеця) — оборонна споруда київської фортифікаційної системи ХІХ сторіччя на Звіринці у Києві. Збережена лише частина земельних укріплень на території Ботанічного саду імені Гришка.
Постановою Кабінету міністрів України № 929 від 10 жовтня 2012 року укріплення внесене до Державного реєстру нерухомих пам'яток України (охоронний номер 260067-Н).

## Історія

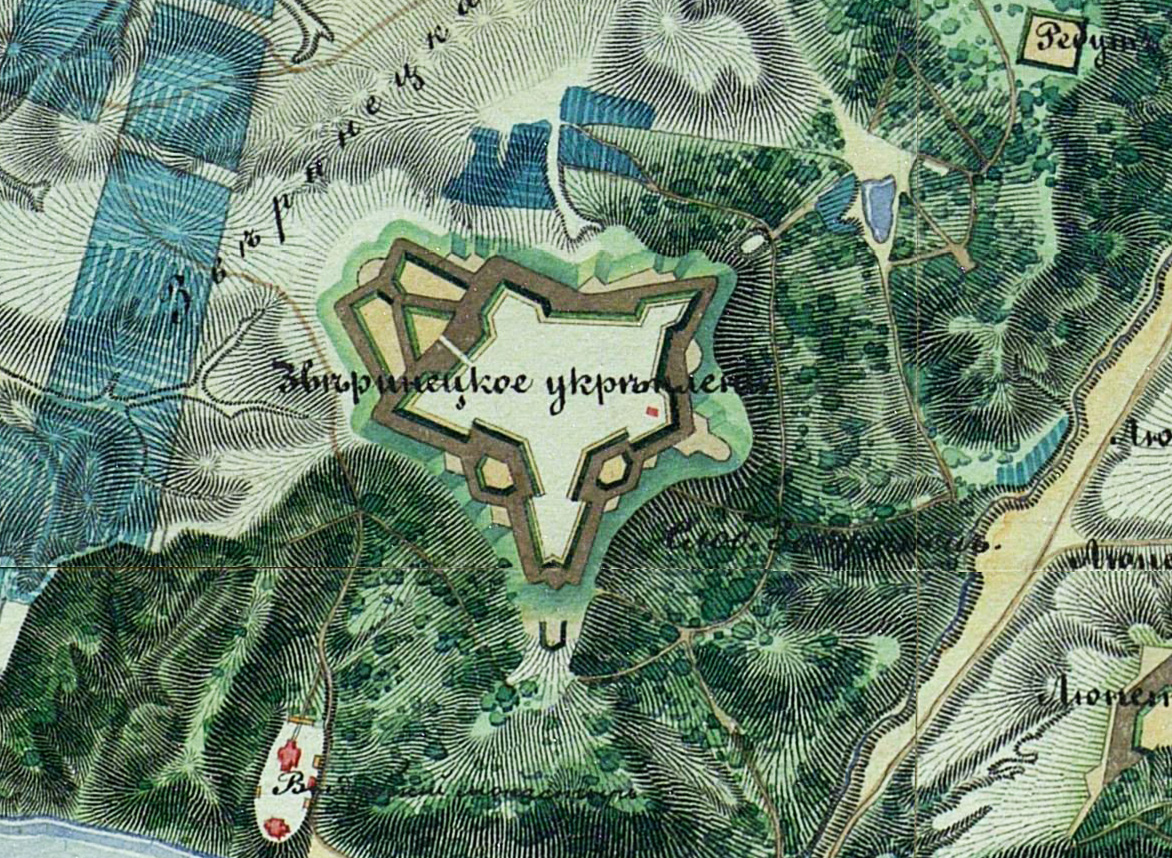
Фрагмент плану київської фортифікаційної системи. 1830-ті роки

Напередодні  Французько-російської війни 1812 року військовий міністр Росії Барклай-де-Толлі наказав укріпити кордони Російської імперії. У квітні 1810 року військовий інженер Карл Опперман доповів керівництву про необхідність негайного зміцнення Старокиївської та Печерської фортець. Він також звернув увагу на Звіринецьку гору, з якої ворог міг вести артилерійський вогонь по сусідній Печерській фортеці.
До того ж, між Звіринцькою і Печерською горами пролягав Наводницький яр. По ньому проходив шлях між переправою через Дніпро і Печерським форштадтом. Ця артерія мала важливе стратегічне значення і підлягала захисту. Оборону фортеці і яру частково забезпечували чотири люнети, земляні укріплення, які почали будувати з 1780-х років з півдня фортеці.
Зведення земляних валів й укріплення почалося вже 24 червня 1810 року. До будівельних робіт залучили загін резервних військ.
26 січня 1813 року Опперман повідомив, що Печерська фортеця вже захищена з боку ріки, полагоджена на всіх ділянках, забезпечена озброєнням. До неї «підведені контрміни і влаштовані безпечні від бомб бліндажі». На Звіринецькій горі завершене укріплення. А захист яру забезпечують редути і батареї.
Земляне укріплення було бастіонного типу. У плані мало форму неправильної пентаграми, лінії якої залежала від рельєфу місцевості. На північний схід висувався горнверк (вал з двома напівбастіонами). Форт мав шість полігонів і чотири бастіони — Видубицький і Великий на півдні та Повний і Печерський на півночі — з редантами і люнетами. Головну браму, розташовану між Видубицьким і Великим бастіонами, захищав равелін. На території укріплення містилась казарми й землянки для гарнізону, артилерійські й продуктові склади.
1850 року, коли Звіринецьке укріплення втратило своє оборонне значення, його скасували. Вали західного полігону знесли. 1885 року на Звіринці облаштували порохові склади, які перенесли з бастіонів Печерської фортеці.

## Вибух на складах

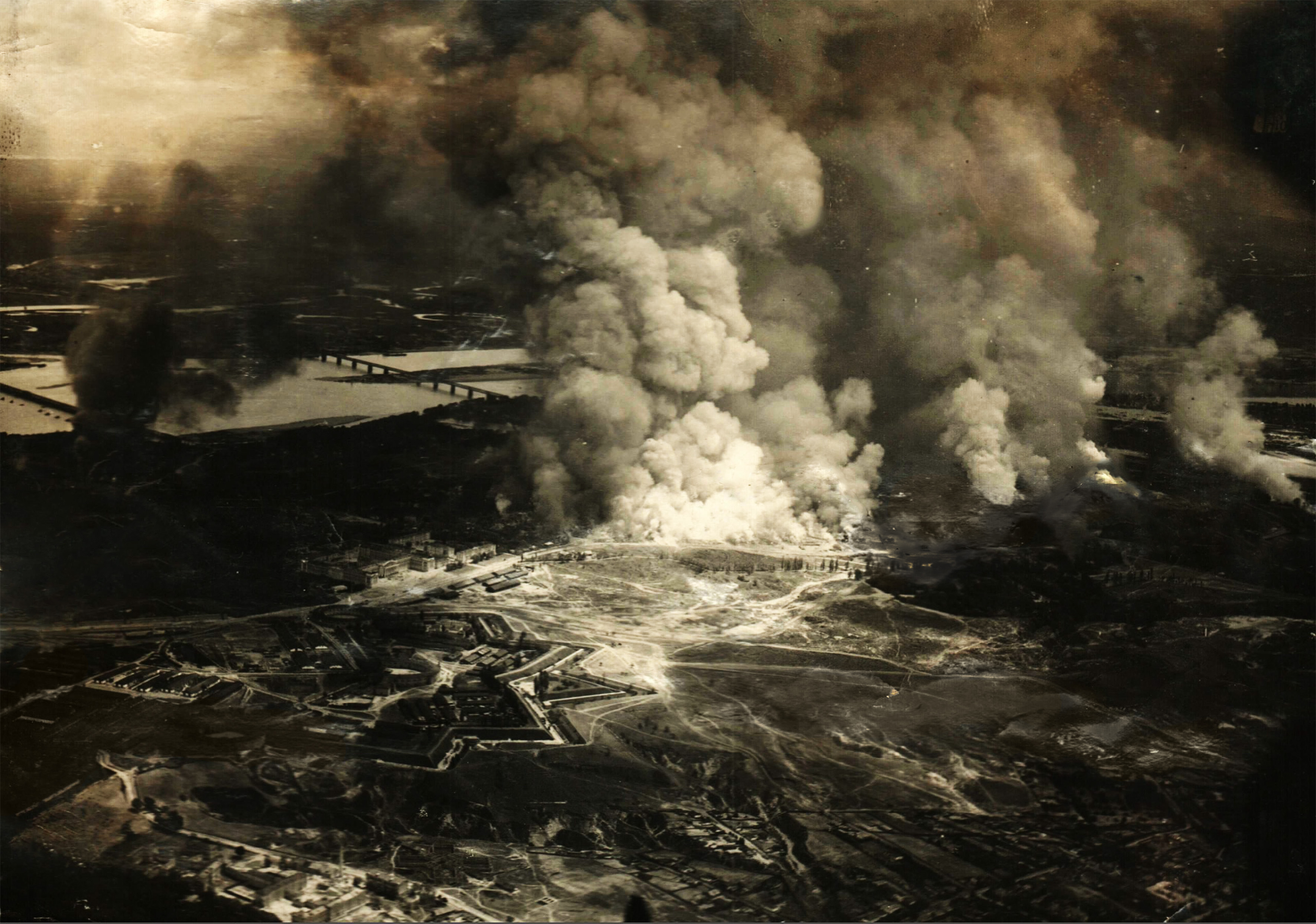
Вибухи на порохових складах 6 червня 1918 року

6 червня 1918 року здетонувало 2 млн снарядів, від чого було знищено багато житлових будинків.
Дмитро Донцов у щоденнику за 6 червня занотував:
| «Склад з амуніцєю вилетів у повітря (… на Звіринці). Було 15 сильних детонацій. Шиби в бюрі з вікон, що виходили на Хрещатик, всі вилетіли. Мене і секретарів мало не збило з ніг, коли ми, підбігши до вікон, глянули вділ на вулицю, усіяну товченим шклом. Тут і там лежали, мабуть, збиті з ніг повітрям люди. Всі з бюра кинулися на діл до сутеренів, де й просиділи півгодини. В ушах лящало від лоскоту, з деякими панями була гістерика»[6]. |
Павло Скоропадський разом із головою Ради міністрів Федором Лизогубом одразу вирушили на Звіринець. За словами гетьмана, величезну площу, забудовану невеликими хатками, охопила суцільна пожежа. У різних місцях не зупинялись лунати сильні вибухи.

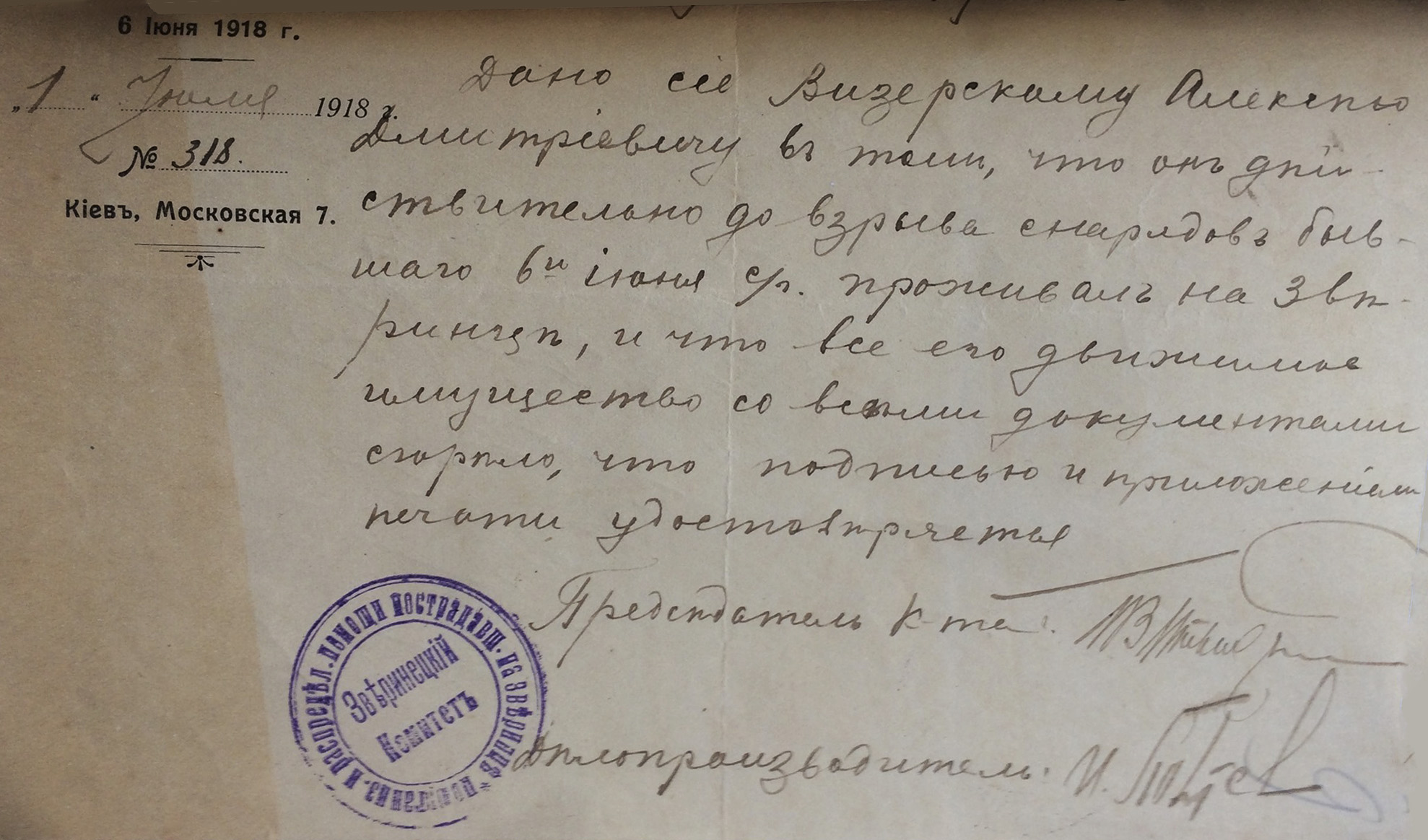
Довідка, видана постраждалому від вибуху

Були знищені форт, 1 088 житлових і 1 290 господарських будівель. Від ударної хвилі повибивало шибки до Львівської площі. Був повністю зруйнований Троїцький Іонинський монастир. Уціліла, як свідчив Дмитро Дорошенко, лише недобудована дзвіниця. Тоді загинуло близько двохсот осіб, контужено і зазнало травм ще 8 300.
Гетьман запропонував Раді міністрів виділити пів мільйона карбованців на першу допомогу постраждалим. Окрім того, по всій Україні зібрали ще 615 тисяч карбованців пожертвувань.
11 червня державним коштом поховали жертв катастрофи. Дмитро Донцов лишив про той день спогади:
| «Хрещатиком ішла процесія з жертвами вибуху на Звіринці кілька днів тому. Труни, музика військова, наша міліція, німці. Грали похоронний марш, один з тих, які завше робили таке стрясаюче враження на мене. Здається, що всі ми тут у Києві танцюємо на вулкані»[11]. |
Причину вибуху, за словами Скоропадського, попри серйозні розслідування так і не вдалося встановити:
| «Офіційна версія така: ще під час війни в Звіринці складалися без будь-якого сортування великі партії вибухових речовин і снарядів. Імовірною первісною причиною нещастя було самозаймання ракет поблизу партії снарядів, які вибухнули, а вже потім від детонації почалися вибухи в найближчих складах, дедалі збільшуючись. Неофіційна версія: це справа більшовиків. Очевидно, це вірніше, тому що багато будинків загинуло через те, що робітники, що жили в них, зберігали там розтягнуті ними ж снаряди»[7]. |

Наслідки вибуху 6 червня 1918 року
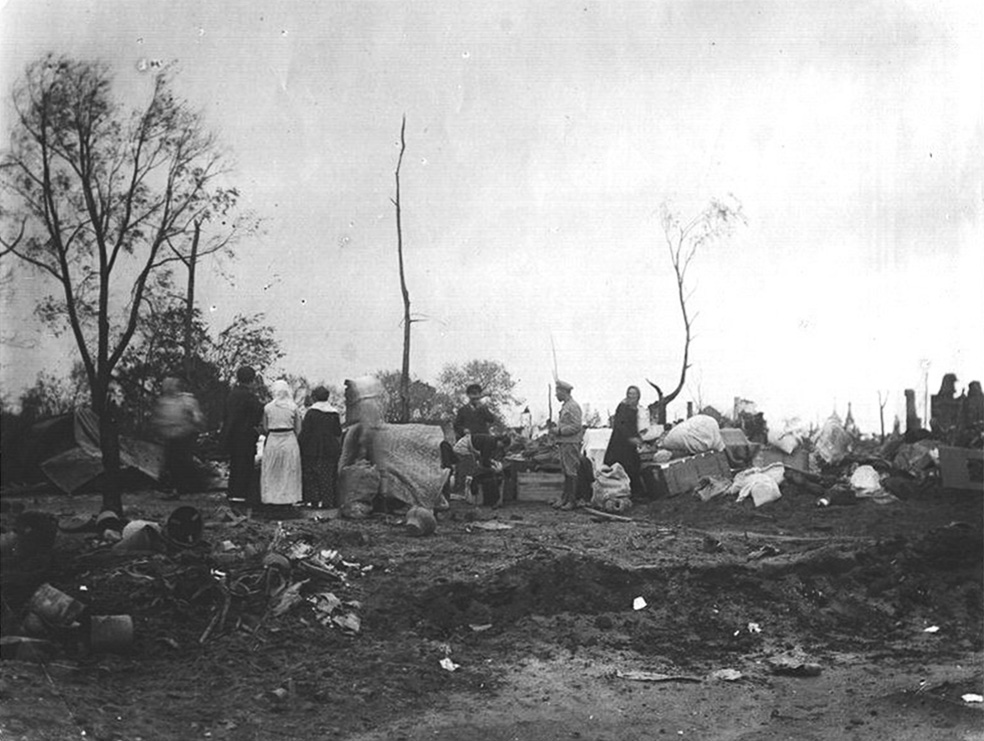
Евакуація населення
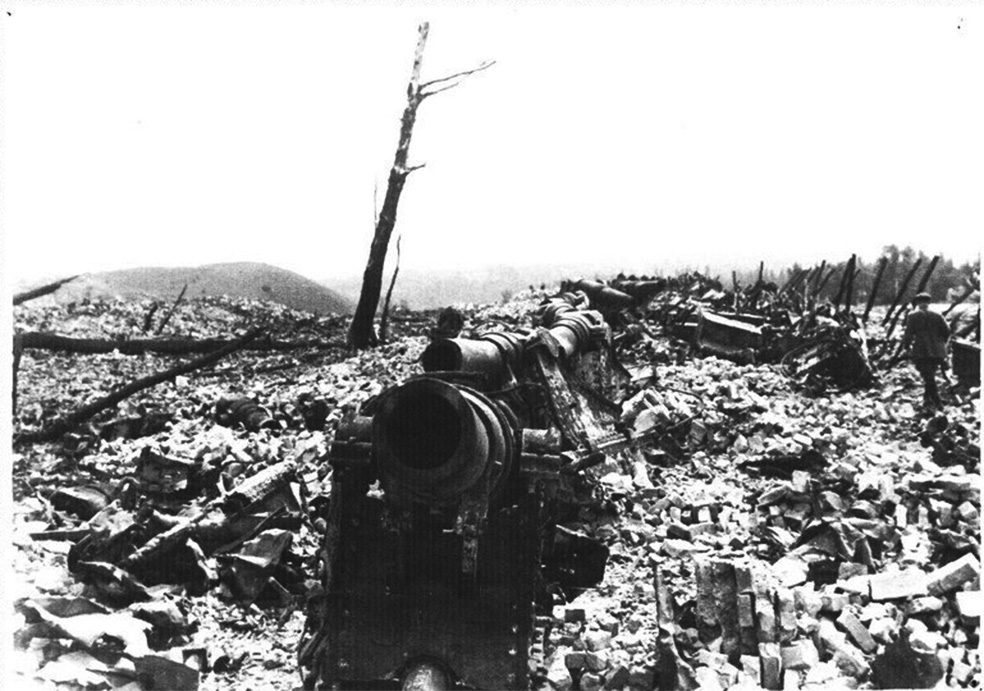
Залишки гармат після вибуху
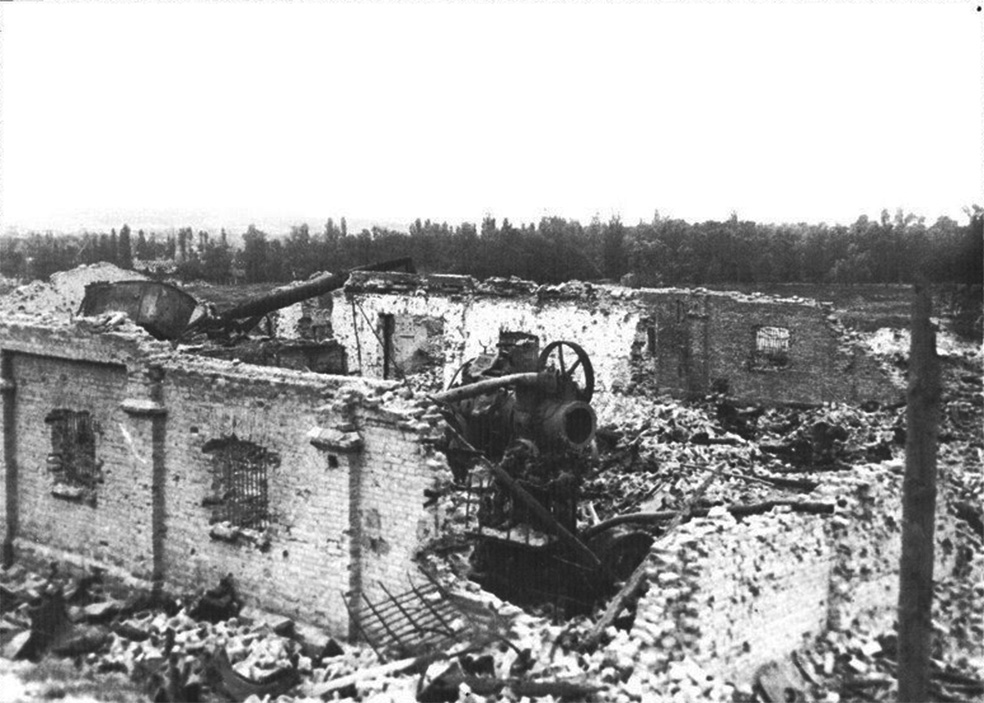
Руїни електростанції
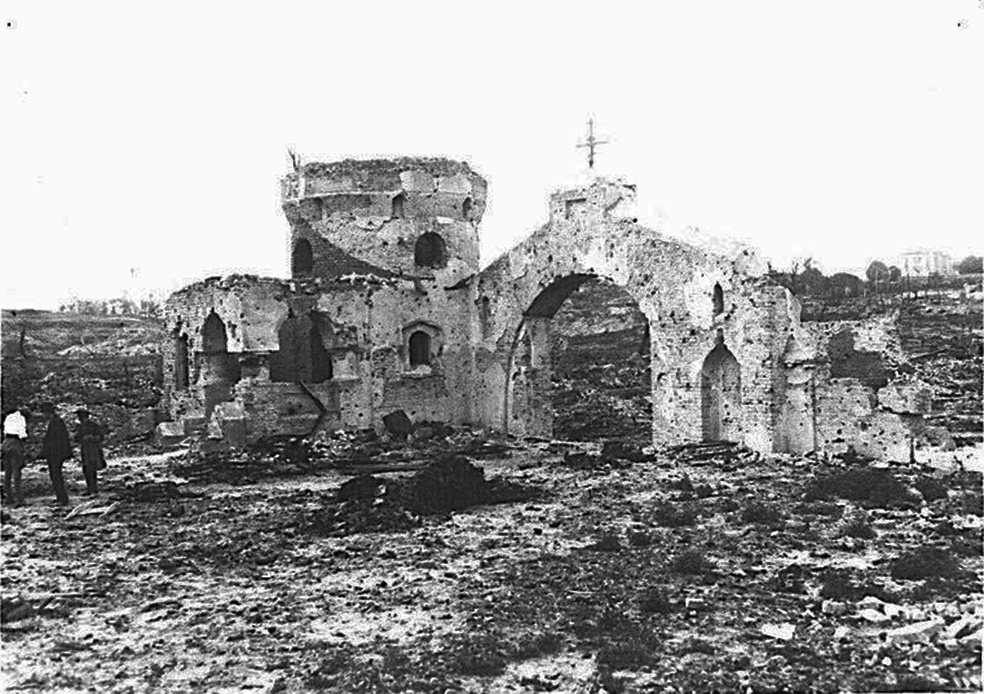
Руїни Іонинського монастиря

## Звіринець після катастрофи

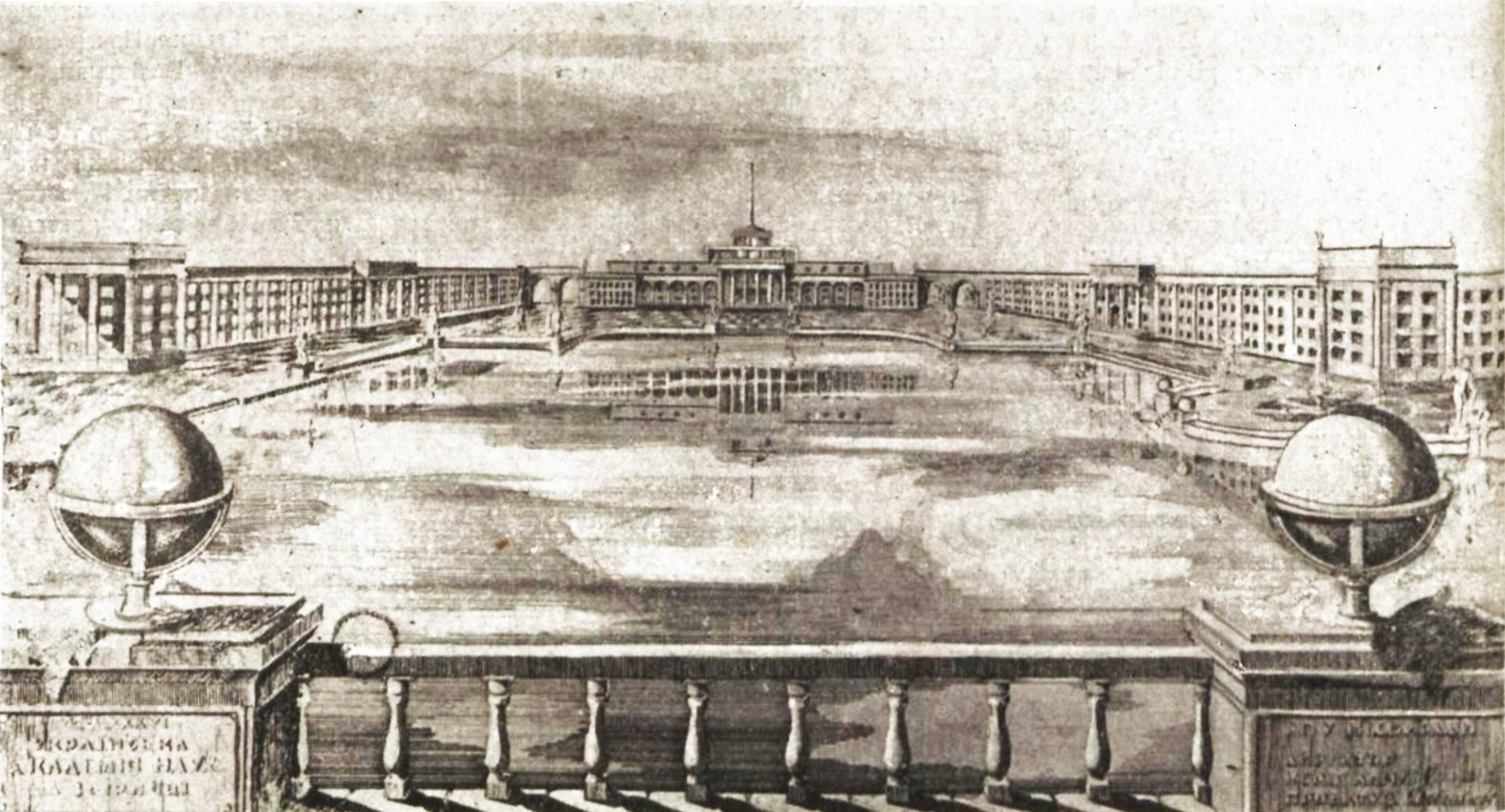
Проєкт розміщення Української академії наук на Звіринці (1936)

Одразу після катастрофи гетьман Павло Скоропадський виявив намір перенести на Звіринець Урядовий центр. Після перенесення столиці УСРР до Києва у 1934 році Звіринець також розглядадали як можливе розташування урядового кварталу.
1936 року на місці порохових складів і братського цвинтаря пропонувалось збудувати академію наук із великим садом. Тоді ж Верхню Теличку, територію Видубецького та Іонинського монастирів відвели під новий ботанічний сад.
Архітектор Іван Довгалюк підготував проєкт розміщення Української академії наук на Звіринецькому плато на північ від Іонинського монастиря.
Після Другої світової війни зрили значну частину земляних укріплень, від яких збереглися рештки Видубицького, Печерського і Повного бастіонів, а також горнверку, люнетів і равеліну. На валах люнету в районі Гірського саду міститься оглядовий майданчик.

Рештки укріплення на території ботанічного саду
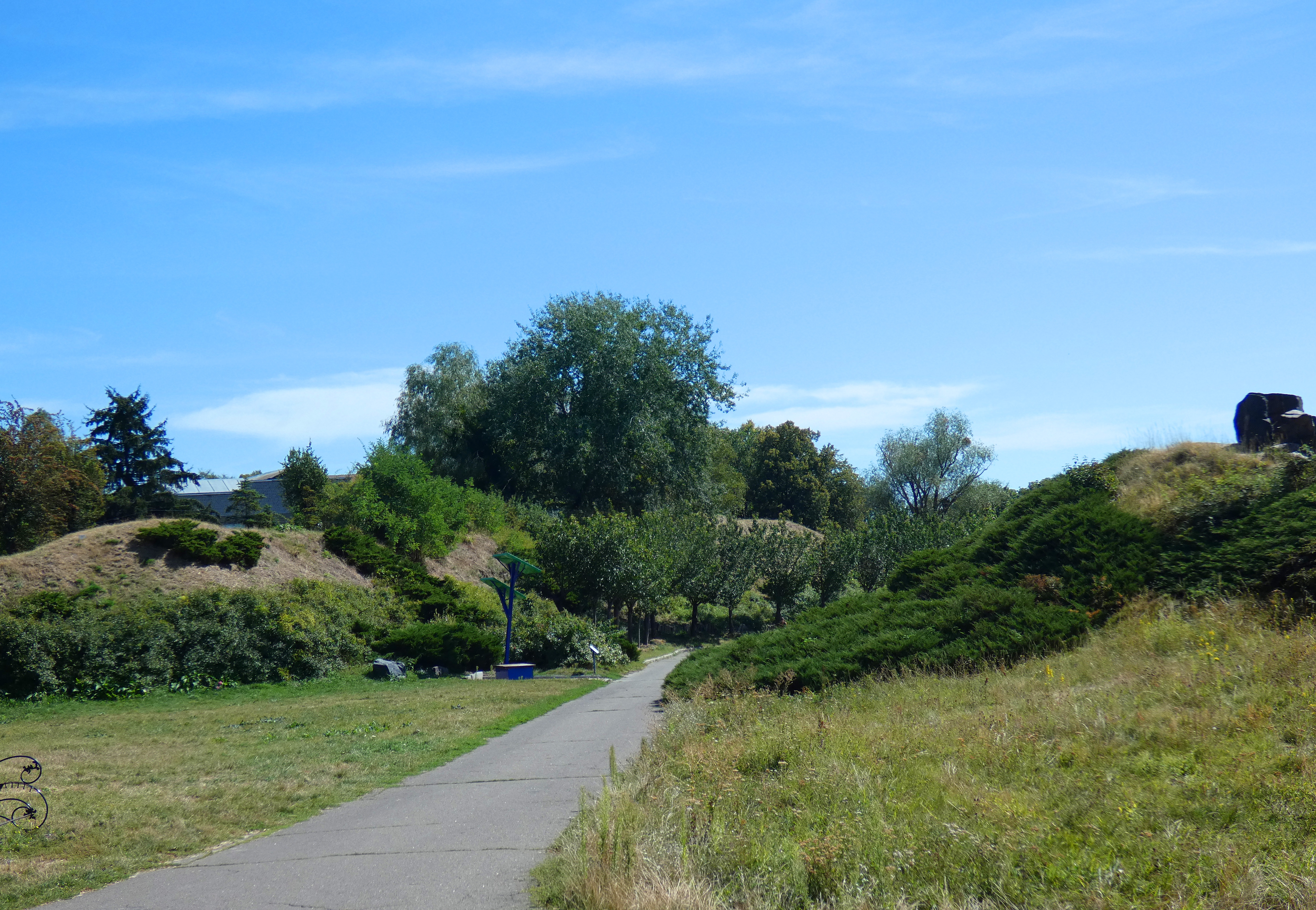
Земляні вали. Видубицький бастіон (зліва) і равелін (справа).
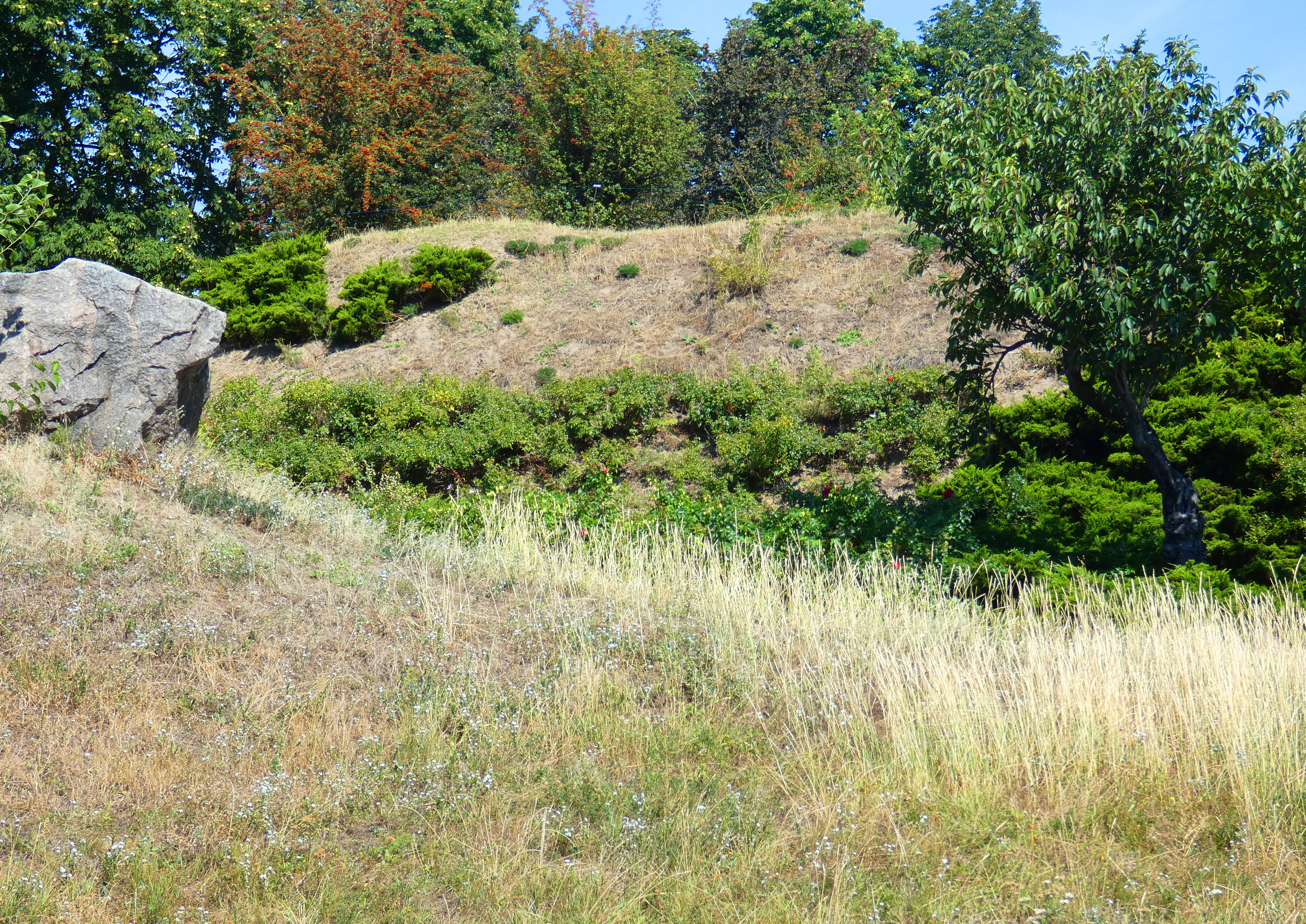
Видубицький бастіон (фрагмент).
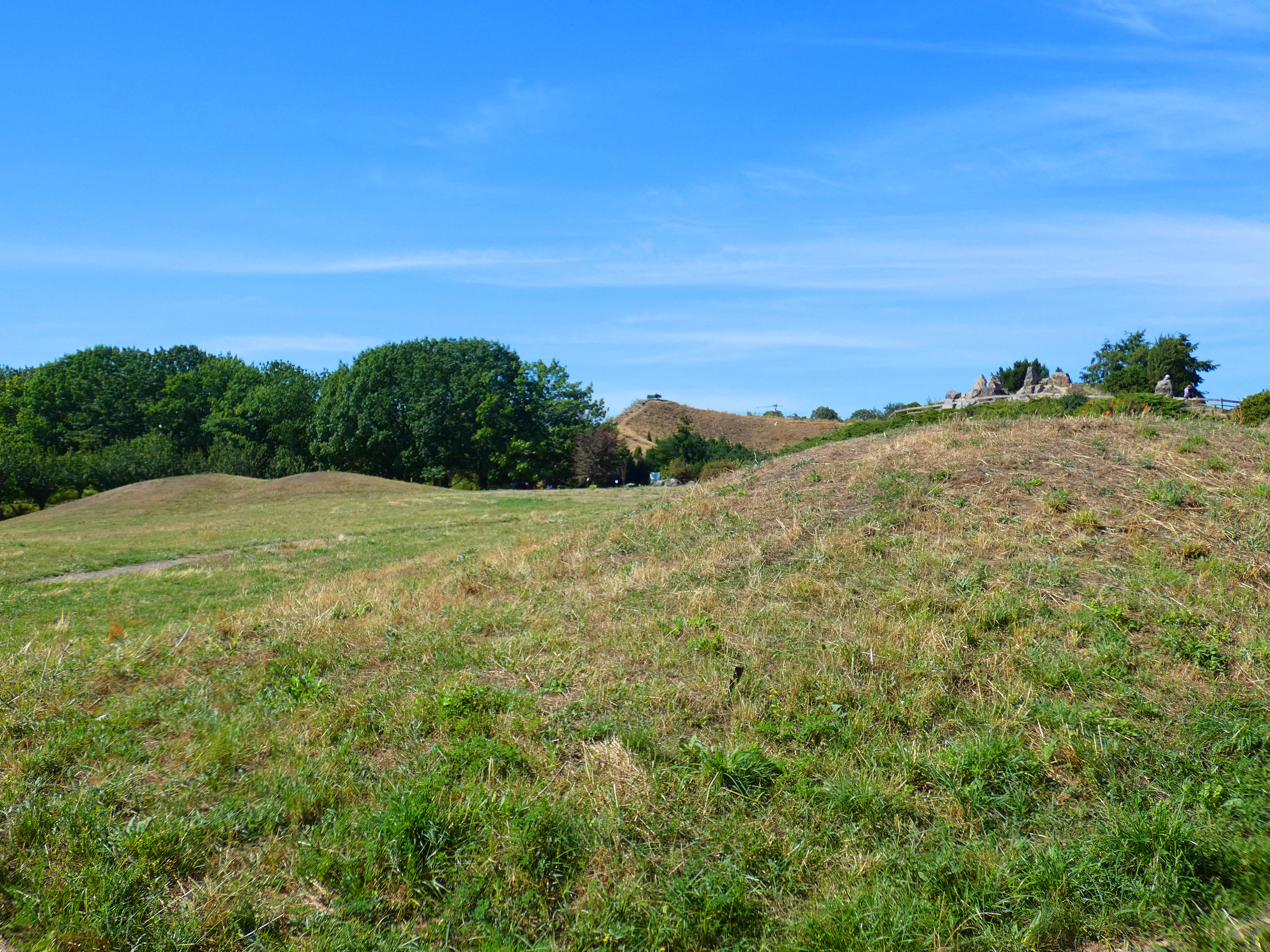
Фрагменти равеліну й люнетів.